# Denis Caniza
Denis Ramón Caniza Acuña (Bella Vista, 29 de Agosto de 1974) é um ex-futebolista e treinadorparaguaio. Foi um dos zagueiros mais famosos e um dos principais jogadores da história do Paraguai. 

## Clubes
Caniza começou sua carreira no Olímpia, do Paraguai. Passou por clubes importantes do futebol sul-americano como Lanús, Santos Laguna do México, onde fez muito sucesso atuando por cinco temporadas, e Nacional do Paraguai. Caniza nunca atuou na Europa.

## Seleção
Pela seleção nacional Caniza atuou em quatro Copas do Mundo, sendo o jogador que mais vezes defendeu a seleção paraguaia em mundiais. São eles: 1998 na França, 2002 na Coreia e no Japão, 2006 na Alemanha e 2010 na África do Sul. Esteve também na Copa América em 1999 e em 2001.

## Títulos
Nacional
- Clausura 2009
- Apertura 2011